# 디옥시리보뉴클레오타이드
디옥시리보뉴클레오타이드(영어: deoxyribonucleotide)는 디옥시리보스를 포함하고 있는 뉴클레오타이드이다. 디옥시리보뉴클레오타이드는 정보 저장에 관여하는 생체고분자인 디옥시리보핵산(DNA)의 단량체(또는 단위체)이다. 보통 DNA를 구성하는 뉴클레오타이드가 단독으로 존재하는 형태를 지칭한다. 각각의 디옥시리보뉴클레오타이드는 질소 염기, 디옥시리보스(5탄당), 인산의 세 부분으로 구성되어 있다. 질소 염기는 핵산이 정보를 전달할 수 있도록 하는 특이적인 염기쌍 상호작용을 지원하는 구조인 헤테로고리의 퓨린이거나 피리미딘이다. 질소 염기는 항상 디옥시리보스의 1' 탄소에 결합하며, 디옥시리보스는 2' 탄소 부위에 수소(-H)가 존재하고, 리보스는 2' 탄소 부위에 하이드록시기(-OH)가 존재한다는 점에서 차이가 있다. 인산기는 5탄당의 5' 탄소의 하이드록실기를 통해 디옥시리보스에 결합한다.
디옥시리보뉴클레오타이드가 중합되어 DNA를 형성할 때, 새롭게 첨가되는 뉴클레오타이드의 5' 인산기가 합성 중인 기존 가닥의 3' 말단의 하이드록시기(-OH)에 결합하여 탈수 반응을 통해 포스포다이에스터 결합을 형성한다. 새로운 뉴클레오타이드는 항상 마지막 뉴클레오타이드의 3' 말단에 첨가되기 때문에 핵산 가닥은 항상 5' → 3' 방향으로 합성된다.

## 구조와 역할
디옥시리보뉴클레오타이드는 리보스에 결합되는 인산의 개수에 따라 디옥시리보뉴클레오사이드 일인산, 디옥시리보뉴클레오사이드 이인산, 디옥시리보뉴클레오사이드 삼인산으로 분류된다.
디옥시뉴클레오사이드 삼인산 가운데 디옥시아데노신 삼인산(dATP), 디옥시구아노신 삼인산(dGTP), 디옥시티미딘 삼인산(dTTP), 디옥시사이티딘 삼인산(dCTP)은 DNA 복제 과정에서 기질로 사용된다.

디옥시아데노신 삼인산 (dATP)
디옥시구아노신 삼인산 (dGTP)
디옥시티미딘 삼인산 (dTTP)
디옥시사이티딘 삼인산 (dCTP)]]

## 디옥시리보뉴클레오사이드
뉴클레오사이드가 뉴클레오타이드에서 인산기를 제외한 부분으로 간주되는 것처럼, 디옥시리보뉴클레오사이드(영어: deoxyribonucleoside)도 디옥시리보뉴클레오타이드에서 인산기를 제외한 부분을 지칭한다. 디옥시리보뉴클레오사이드의 예로는 디옥시아데노신(dA), 디옥시구아노신(dG), 디옥시티미딘(dT), 디옥시유리딘(dU), 디옥시사이티딘(dC)이 있다.

## 같이 보기
- 리보뉴클레오타이드